# Ernest Bethel
Ernest Thomas Bethel, aussi connu par son nom coréen Bae Seol (배설, 裵說), né le 3 novembre 1872 en Angleterre et décédé de la tuberculose à l'âge de 36 ans le 1er mai 1909 à Séoul en Corée, est un journaliste britannique fondateur du Korea Daily News hostile au régime japonais.
En 1904, il se rend en Corée en tant que correspondant du Daily Chronicle pour suivre la guerre russo-japonaise. Il travaillait jusqu'alors au Japon dans l'import-export. Il reste finalement en Corée et écrit sur l'impérialisme japonais dans le pays. Il rapporte bientôt les abus des soldats japonais sur les citoyens coréens, et comment ces derniers sont traités de façon injuste et considérés comme inférieurs.
Avec Yang Gi-tak, un activiste indépendantiste coréen, il fonde en 1904 le journal Daehan Maeil Sinbo (en) (대한매일신보, 大韓每日申報, The Korea Daily News) qui est publié à la fois en coréen et en anglais. La publication est nettement hostile au régime japonais en Corée. Il est disponible en trois langues : anglais, coréen et écriture mixte coréenne (en). Beaucoup d'opposants aux Japonais, comme Park Eun-sik et Sin Chae-ho, y écrivent des articles ou des éditoriaux.
À l'époque, les citoyens britanniques jouissaient de droits d'extraterritorialité en Corée. Étant donné que le journal était publié par un Britannique, il n'était pas sujet à la loi locale. En 1907, il est cependant poursuivi par le tribunal consulaire britannique de Séoul pour incitation à la révolte et Bethel est condamné à six mois de prison avec sursis. En 1908, à la demande du résident-général japonais, il est poursuivi par la Cour suprême britannique pour la Chine et la Corée, ayant un siège à Séoul, pour sédition envers le gouvernement japonais de Corée. Il est reconnu coupable et condamné par le juge F.S.A Bourne à trois semaines d'emprisonnement et à six mois de sursis. Comme il n'existe alors aucune prison appropriée en Corée, il est incarcéré à la prison du consulat britannique de Shanghai.
Après sa libération, il retourne à Séoul pour continuer ses affaires. Il y meurt de la tuberculose le 1er mai 1909. Un monument érigé par les Coréens en sa mémoire est détruit par les Japonais. Un autre monument est érigé en 1964 près de l'ancien par des journalistes de Séoul. Les deux peuvent être vus au cimetière étranger de Yanghwajin (en).